# Тигрова балка
Тигрова балка (тадж. Бешаи палангон) — заповідник у Таджикистані, розташований на злитті річок Вахш та Пяндж. Територія заповідника з площею близько 50 тис. Гектарів простягається від річки Пандж на півдні та пустелі Кашкакум до хребта Ходжа-Козіан. Отримав статус заповідника в 1938 р. Адміністративне підпорядкування — Дустинський район Хатлонської області, Республіка Таджикистан
Тугайні ліси Тигрової балки займають значну територію порівняно мало порушену антропогенним впливом. У заповіднику зберігаються характерні для тугаїв рідкісні та особливо цінні види тварин — бухарський олень. Траплявся туранський тигр, який вимер у середині XX століття.

## Проблема збереження тугайних лісів
Тугаї «Тигрової балки» — це заплавні ліси і для свого нормального розвитку потребують щорічного затоплення внаслідок паводку на річках. Через регулювання стоку річок Вахш і Пяндж природні повені стали неможливими вже багато років тому і у зв'язку з цим виробляється штучне затоплення, яке не завжди достатнє.
У 2022 році до центру Світової спадщини ЮНЕСКО передано номінацію «Тугайні ліси заповідника Тигрова балка».

## Вимерлі види
У 1954 році на території заповідника було останнє зареєстроване спостереження туранського тигра.

## Міжнародні конвенції
На заповідник Тигрова балка поширюються міжнародні конвенції з водно-болотних угідь.